# Шишолін Павло Анатолійович
Павло Анатолійович Шишолін народився 9 січня 1956, Золотоноша, Черкаська область, УРСР — генерал-полковник. Кандидат військових наук (1997), старший науковий співробітник (1998). Член Української академії геральдики, товарного знаку та логотипу. Почесний прикордонник України (1999).

## Біографія
Закінчив Вище прикордонне військово-політичне училище КДБ при РМ СРСР ім. К. Є. Ворошилова (1977), і Військово-політичну академію імені В. І. Леніна (1986).
У 1977–1979 рр. — проходив службу на посаді заступника начальника прикордонної застави з політичної частини прикордонного загону Західного прикордонного округу.
У 1979–1980 рр. — заступник коменданта прикордонної комендатури з політичної частини прикордонного загону Західного прикордонного округу.
У 1980–1983 рр. — старший інструктор політвідділу прикордонного загону Західного прикордонного округу.
У 1983–1986 рр. — слухач Військово-політичної академії.
У 1986–1988 рр. — заступник начальника політвідділу прикордонного загону Далекосхідного прикордонного округу.
У 1988–1992 рр. — начальник політвідділу — заступник начальника прикордонного загону з політичної частини Далекосхідного прикордонного округу.
У 1992–1992 рр. — заступник начальника загону по підготовці особового складу — начальник відділу підготовки особового складу прикордонного загону Далекосхідного прикордонного округу.
У 1992–1993 рр. — заступник начальника прикордонного загону з прикордонно-представницької роботи Прикордонних військ України.
У 1993–1993 рр. — помічник начальника управління Північно-Західного управління з прикордонно-представницької роботи Прикордонних військ України.
У 1993–1995 рр. — начальник 2 загону прикордонного контролю Прикордонних військ України.
У 1995–2003 роках — перший заступник голови Державного комітету у справах охорони державного кордону України — начальник Головного штабу Прикордонних військ України.
З 2003 року — перший заступник голови Державної прикордонної служби України — директор Департаменту охорони державного кордону.

## Нагороди
- Медаль «За бойові заслуги» (1985)
- Командорський хрест ордена Святого Станіслава (1999).
- Орден Богдана Хмельницького III ступеня (2000)
- Орден Богдана Хмельницького II ступеня (2007)
- Орден Богдана Хмельницького I ступеня (2010)
- Іменна вогнепальна зброя (05.2004).